# جاكوب لارسن (كرة يد)
جاكوب لارسن (بالدنماركية: Jakob Larsen)‏ مواليد 4 يوليو 1974 في مانيتسوك، جرينلاند، هو مدرب حالي ولاعب كرة يد سابق لعب كظهير أيسر. مثل منتخب جرينلاند.

## المسيرة الاحترافية
لعب مع نادي جوج لكرة اليد في الدوري الدنماركي من سنة 1998 إلى 2000، ثم لعب مع نادي أرغون لكرة اليد في الدوري الإسباني في سنة 2001، ثم لعب مع نادي جوج لكرة اليد في الدوري الدنماركي من سنة 2001 إلى 2004، ثم لعب مع نادي سانت رافاييل لكرة اليد في الدوري الفرنسي من سنة 2004 إلى 2006، ثم لعب مع نادي جوج لكرة اليد في الدوري الدنماركي من سنة 2006 إلى 2010.

## روابط خارجية
- جاكوب لارسن على موقع الاتحاد الأوروبي لكرة اليد (الإنجليزية)